# ليوناردو راؤول فيلا
ليوناردو راؤول فيلا (بالإسبانية: Leonardo Raúl Villa)‏ (3 مارس 1985 في الأرجنتين - ) هو لاعب كرة قدم أرجنتيني في مركز الهجوم. لعب مع نادي تريستينا ونادي سيتاديلا ونادي فينيزيا وUS Vibonese Calcio ‏ وRovigo Calcio ‏ وSSD Ischia Calcio ‏.

## وصلات خارجية
- ليوناردو راؤول فيلا على موقع قاعدة بيانات كرة القدم.إي يو (الإنجليزية)
- ليوناردو راؤول فيلا على موقع عالم كرة القدم.نت (الإنجليزية)